# Казариновы
Казариновы — русские дворянские роды.
Фёдор Казаринов рында в походе (1559), Афанасий Казаринов — дворянин посольства в Голландию (1631). Этот род Казариновых внесён в VI и III части родословной книги Московской, Костромской и Тверской губерний Российской империи.
Вторые — Казариновы дворяне с XVI века. В 1531—1532 годах был постельничьим Михаил Казарин — сын Алексея Васильевича Буруна — одного из сыновей Василия Глебовича Сорокоумова.
Фамилия Козарин — Казарин и Бурун от тюркских прозвищ Козаре — хазары с суффиксом ов, превращённые в Казаринова. Фамилия Бурун может быть от тюркского прозвища Бурун «нос».
В XVIII — XIX веках помещики в Чистопольском уезде Казанской губернии.
Остальные роды Казариновых, всего десять, более позднего происхождения.

## Описание герба
В лазоревом щите серебряная увенчанная золотою дворянскою короною колонна, которую обхватывают передними лапами два золотых льва с червлёными глазами и языками.
Щит увенчан дворянским коронованным шлемом. Нашлемник: два чёрных орлиных крыла. Намёт: справа лазоревый с серебром, слева лазоревый с золотом. Герб Казариновых внесён в Часть 17 Общего гербовника дворянских родов Всероссийской империи, стр. 85.

## Известные представители
- Казаринов Афанасий Алексеевич - козельский городовой дворянин (1629).
- Казаринов Иван - дьяк (1668-1676).
- Казаринов Фёдор - дьяк (1676-1677), воевода в Нижнем-Новгороде (1677-1679).
- Казариновы: Фёдор Венедиктович и Иван Артемьевич - дьяки (1692).[2][3].
- Казаринов, Михаил Григорьевич — русский юрист, адвокат.
- Казаринова, Тамара Александровна — советская лётчица, майор.